# Sabine Günther
Sabine Günther (Jéna, 1963. november 6. –) Európa-bajnok német atléta.

## Pályafutása
1981-ben aranyérmes lett 200 méteren a utrechti junior Európa-bajnokságon. Egy évvel később a felnőtt kontinensbajnokságon bronzérmesként zárt ezen a távon, továbbá tagja volt a győztes négyszer százas kelet-német váltónak.
1985-ben, egy Canberrában rendezett világkupafutamon új világrekordot állított fel a váltóval. A Silke Möller, Marlies Göhr és Ingrid Auerswald társaként futott 41,37-es időeredmény máig megdöntetlen ebben a versenyszámban.
A váltóval 1986-ban, majd 1990-ben is Európa-bajnok volt.
Pályafutása alatt egy olimpián szerepelt. 1992-ben a barcelonai olimpiai játékokon tagja volt hazája váltójának, valamint elindult a kétszáz méteres versenyszámban is. Előbbivel eljutott a döntőig, ahol ötödikként zárt, míg kétszázon nem jutott be az elődöntőbe.

## Egyéni legjobbjai
- 100 méteres síkfutás - 11,19 s (1985)
- 200 méteres síkfutás - 22,37 s (1982)